# Grand Prix automobile d'Italie 1937
Le Grand Prix d'Italie 1937 est un Grand Prix comptant pour le Championnat d'Europe des pilotes, qui s'est tenu sur le circuit de Livourne le 12 septembre 1937.

## Grille de départ
| 1re ligne | Pos. 3                                     | Pos. 2                            | Pos. 1                                |
| --------- | ------------------------------------------ | --------------------------------- | ------------------------------------- |
|           | Rosemeyer Auto Union 3 min 14 s 2          | Varzi Auto Union 3 min 13 s 6     | Caracciola Mercedes-Benz 3 min 11 s 0 |
| 2e ligne  | Pos. 6                                     | Pos. 5                            | Pos. 4                                |
|           | Von Brauchitsch Mercedes-Benz 3 min 18 s 6 | Stuck Auto Union 3 min 17 s 4     | Lang Mercedes-Benz 3 min 15 s 6       |
| 3e ligne  | Pos. 9                                     | Pos. 8                            | Pos. 7                                |
|           | Trossi Alfa Romeo 3 min 22 s 2             | Seaman Mercedes-Benz 3 min 21 s 6 | Nuvolari Alfa Romeo 3 min 20 s 8      |
| 4e ligne  | Pos. 12                                    | Pos. 11                           | Pos. 10                               |
|           | Farina Alfa Romeo 3 min 24 s 4             | Guidotti Alfa Romeo 3 min 24 s 2  | Müller Auto Union 3 min 22 s 4        |
| 5e ligne  | Pos. 15                                    | Pos. 14                           | Pos. 13                               |
|           | Belmondo Alfa Romeo 3 min 40 s 0           | Kautz Mercedes-Benz 3 min 29 s 0  | Biondetti Alfa Romeo 3 min 24 s 6     |

## Classement de la course
| Pos. | no | Pilote                         | Écurie                   | Châssis            | Tours | Temps/Abandon     | Grille | Points |
| ---- | -- | ------------------------------ | ------------------------ | ------------------ | ----- | ----------------- | ------ | ------ |
| 1    | 2  | Rudolf Caracciola              | Daimler-Benz AG          | Mercedes-Benz W125 | 50    | 2 h 44 min 54 s 4 | 1      | 1      |
| 2    | 6  | Hermann Lang                   | Daimler-Benz AG          | Mercedes-Benz W125 | 50    | + 0 s 4           | 4      | 2      |
| 3    | 12 | Bernd Rosemeyer                | Auto Union               | Auto Union Type C  | 50    | + 2 min 25 s 4    | 3      | 3      |
| 4    | 8  | Richard Seaman                 | Daimler-Benz AG          | Mercedes-Benz W125 | 49    | + 1 tour          | 8      | 4      |
| 5    | 18 | Hermann Paul Müller            | Auto Union               | Auto Union Type C  | 49    | + 1 tour          | 10     | 4      |
| 6    | 14 | Achille Varzi                  | Auto Union               | Auto Union Type C  | 49    | + 1 tour          | 2      | 4      |
| 7    | 22 | Tazio Nuvolari Giuseppe Farina | Scuderia Ferrari         | Alfa Romeo 12C-36  | 49    | + 1 tour          | 7      | 4 n/a  |
| 8    | 26 | Carlo Felice Trossi            | Scuderia Ferrari         | Alfa Romeo 12C-36  | 47    | + 3 tours         | 9      | 4      |
| 9    | 16 | Hans Stuck Rudolf Hasse        | Auto Union               | Auto Union Type C  | 47    | + 3 tours         | 5      | 4 n/a  |
| 10   | 20 | Vittorio Belmondo              | Privé                    | Alfa Romeo Monza   | 45    | + 5 tours         | 15     | 4      |
| Abd. | 10 | Christian Kautz                | Daimler-Benz AG          | Mercedes-Benz W125 | 43    |                   | 14     | 4      |
| Abd. | 28 | Clemente Biondetti             | Privé/Scuderia Ferrari ? | Alfa Romeo 12C-36  | 38    |                   | 13     | 4      |
| Abd. | 4  | Manfred von Brauchitsch        | Daimler-Benz AG          | Mercedes-Benz W125 | 36    | Mécanique         | 6      | 5      |
| Abd. | 30 | Battista Guidotti              | Alfa Corse               | Alfa Romeo 12C-37  | 24    | Mécanique         | 11     | 6      |
| Abd. | 24 | Giuseppe Farina                | Scuderia Ferrari         | Alfa Romeo 12C-36  | 13    | Mécanique         | 12     | 6      |
| Np.  | 30 | Hans Rüesch                    | Privé                    | Alfa Romeo Monza   |       | Non partant       |        | 8      |

- Légende : Abd.=Abandon - Np.=Non partant.

## Pole position et record du tour
- Pole position :  Rudolf Caracciola (Mercedes-Benz) en 3 min 11 s 0.
- Meilleur tour en course :  Rudolf Caracciola (Mercedes-Benz) et  Hermann Lang (Mercedes-Benz) en 3 min 11 s 0.